# Крайній крок (Доктор Хаус)
«Крайній крок» (англ. Last Resort)  — дев'ята серія п'ятого сезону американського телесеріалу «Доктор Хаус». Прем'єра епізоду проходила на каналі FOX 25 листопада 2008. Доктор Хаус і його нова команда мають врятувати чоловіка, який зарази діагнозу вдався до взяття заручників.

## Сюжет
Джейсон не знає, що з ним. Жоден лікар не може йому допомогти, тому він бере в заручники Хауса, Тринадцяту, медсестру лікарні і декількох пацієнтів. Чоловік перераховує  свої симптоми: постійна втома, проблеми з диханням, швидке серцебиття і безсоння. Хаус думає, що це фіброз легенів. Для доказу йому потрібно вести в організм чоловіка пропофол. Кадді приносить його до кабінету, але Джейсон вимагає, щоб ліки вкололи спочатку іншому, щоб переконатись, що поліція не підмінила їх, щоб той "відключився". Хаус вводить препарат одному із заручників, але той непритомніє. Джейсон прострілює ногу одному з пацієнтів.
Невдовзі Хаус помічає, що у чоловіка гіперслух, а це означає, що проблема у неврології. Хаус замовляє дуже болючий препарат. Якщо Джейсон нічого не відчує — то у нього герпес. Кадді приносить препарат, а чоловік віддає двох заручників. Цього разу першою препарат вводиться Тринадцятій, а потім Джейсону. Обидва відчули гострий біль, тому Хаус викреслює неврологію. Отямившись Тринадцята помічає роздуту вену на шиї Джейсона і розуміє, що проблема у серці. Тринадцята йде за препаратами, які Хаус має використати для підтвердження діагнозу. Джейсон знову наказує ввести препарат Тринадцятій і та мало не помирає. Вводячи препарат Джейсону Хаус помічає, що той спітнів лише з однієї сторони, а це вказує на пухлину легенів.
Джейсон віддає ще двох заручниць і спецназ пропускає його до радіології. Для рентгену Джейсону довелося віддати пістолет Хаусу і ще два заручники втекли. На рентгені немає пухлини, тому Хауса бере цікавість і він віддає пістолет чоловіку, щоб продовжити діагностування. Невдовзі він помічає, що праве вухо Джейсона зовсім перестало чути. Всі ці симптоми вказують на синдром Кушинга. Кадді приносить препарат для перевірки версії, а чоловік віддає останнього заручника. В кімнаті залишаються лише Джейсон, Хаус і Тринадцята. Тринадцята знову першою приймає ліки і у неї починають відмовляти нирки, проте у Джейсона не відбувається ніяких змін. Хаус знову помилився. По телефону він зв'язується з командою. Кемерон думає, що у нього амілоїдоз, але Джейсон не був у тропічних країнах. Проте він каже, що не був у країнах південніших ніж штат Флорида у США.
Хаус знову просить надіслати препарат, а Джейсон каже йому, що той може йти. Він знову хоче перевірити ліки на Тринадцятій, які остаточно вб'ють її. Хаус змушений піти, а Тринадцята має себе вбити. Проте вона не хоче помирати і не вколює препарат собі. Джейсон вирішує поквапитись і вколює ліки собі першому. Спецназ підриває стіну і Тринадцята й Джейсон непритомніють від вибухової хвилі. Спецназ затримує Джесона, якому покращало після прийнята ліків. Тринадцята одужує після діалізу і просить Формана записати її на випробувальне лікування від хвороби Генктінктона.